# تياشا شريمبف
تياشا شريمبف (بالسلوفينية: Tjaša Šrimpf)‏ مواليد 29 يوليو 1994 في ماريبور، هي لاعبة كرة مضرب سلوفينية. أعلى تصنيف لها في الفردي كان 630. أعلى تصنيف لها في الزوجي كان 866.

## النهائيات

### الفردي (1–1)
| الحصيلة | الرقم | التاريخ       | الدورة                  | الأرضية | المنافس     | النتيجة  |
| ------- | ----- | ------------- | ----------------------- | ------- | ----------- | -------- |
| الفوز   | 1.    | 15 أغسطس 2011 | برتشكو، البوسنة والهرسك | ترابية  | تينا لوكاس  | 6–3, 6–3 |
| الوصافة | 1.    | 2 أبريل 2012  | شيبينيك، كرواتيا        | ترابية  | إندير أكيكي | 5–7, 2–6 |

### الزوجي (0–1)
| الحصيلة | الرقم | التاريخ       | الدورة     | الأرضية | الشريك      | المنافس                          | النتيجة  |
| ------- | ----- | ------------- | ---------- | ------- | ----------- | -------------------------------- | -------- |
| الوصافة | 1.    | 17 يونيو 2013 | نيش، صربيا | ترابية  | نرما تشالوك | فيكتوريا راجيسيك فيكتوريا توموفا | 1–6, 2–6 |

## روابط خارجية
- تياشا شريمبف على موقع رابطة محترفات التنس (الإنجليزية)
- تياشا شريمبف على موقع الاتحاد الدولي لكرة المضرب (الإنجليزية)
- تياشا شريمبف على موقع كأس بيلي جين كينغ (الإنجليزية)
- تياشا شريمبف على موقع خلاصة التنس.كوم (الإنجليزية)